# Смертельное благословение
«Смертельное благословение» (англ. Deadly Blessing) — американский триллер 1981 года, снятый режиссёром — Уэсом Крэйвеном.

## Сюжет
В тихой глуши живёт маленькое сообщество аммонитов под жёстким руководством брата Исайи. Когда городская девушка Марта выходит замуж за сына Исайи, Джима, молодая женщина переселяется на ферму, находящуюся на территории общества. В конце концов, Джима прогоняют, так как многим был не по душе его брак с Мартой, а вскоре мужчину находят убитым в амбаре собственной фермы...
Исайя настоятельно рекомендует Марте покинуть их коммуну, но девушка отказывается и приглашает двух подруг - Лану и Викки. И вскоре Лану начинают мучить ночные кошмары, и Марта понимает, что она с подругами стала жертвами общины, запугивающей и преследующей их.

## В ролях
- Марен Дженсен[англ.] — Марта Шмидт
- Шэрон Стоун — Лана Маркус
- Сьюзан Бакнер[англ.] — Вики Андерсон
- Джефф Ист — Джон Шмидт
- Коллин Райли — Мелисса
- Дуглас Барр[англ.] — Джим Шмидт
- Лиза Хартман — Фэйт Столер
- Лоис Неттлтон — Луиза Столер
- Эрнест Боргнайн — Исайя Шмидт
- Майкл Берриман — Уиллиям Глантц
- Кевин Куни[англ.] — шериф

## Реакция критики
«Смертельное благословение» было плохо воспринято критиками. В настоящее время он имеет рейтинг одобрения 17% на сайте-агрегаторе обзоров Rotten Tomatoes, основанный на 6 обзорах со средним рейтингом 4,4 / 10. AllMovie назвал фильм в конечном итоге разочаровывающим, но написал, что в нём «достаточно эксцентричности и стильности, чтобы понравится любителям винтажного ужаса". Time Out написал: «Смертельное благословение - не очень хороший фильм, но он даёт чёткое обещание, что Крэйвен скоро окажется в первых рядах создателей фильмов ужасов», назвав его «отличным примером приземлённого проекта, возведённого в довольно приятный жанровый фильм его режиссёром».

## Интересные факты
- В фильме звучит песня «Maggie May» в исполнении Рода Стюарта.
- Фильм снимали в окрестностях города Локхарт, в штате Техас.
- Майкл Берриман ранее работал с Крэйвеном над фильмом У холмов есть глаза.
- Фильм стал второй работой Шэрон Стоун в кино.
- Уэс Крэйвен пытался уговорить Шэрон Стоун снять сцены с пауком держа его в собственных руках. Актриса настояла на том, чтобы животному удалили хелицеры. Несмотря на то, что таким образом, животное обречено на медленную гибель - пауку стало трудно питаться - операция была проведена, и Стоун согласилась продолжить съёмки.
- Обладатель премии «Оскар» Эрнест Боргнайн был номинирован на премию Razzie в категории Худший актёр второго плана.
- Сьюзан Бакнер и Дуглас Барр вместе снимались в телесериале 1980 года When the Whistle Blows незадолго до съёмок в картине.
- Когда герой Джеффа Иста встречает персонажа Сьюзан Бакнер в городе на кинотеатре можно заметить афишу предыдущего фильма Уэса Крэйвена - Незнакомец в нашем доме (1978).
- Британская версия фильма на несколько минут короче - продолжительность 98 минут из-за сокращённого финала.
- Слоганы фильма: «A gruesome secret, protected for generations, rises to give its...» и «Pray you're not blessed».